# Церква на честь Різдва Божої Матері (Петропавлівська Борщагівка)
Церква на честь Різдва Божої Матері — новозбудований храм у селі Петропавлівська Борщагівка Бучанського району Київської області.
Будівництво храму було почато в 1989 році Ассирійською Асоціацією «Хаядта». 
В 1997 році будівництво було зупинено. 
5 травня 2002 року в стінах храму вперше прозвучало «Христос Воскресе» і храм почав своє повноцінне життя з кліром і прихожанами.
23 червня 2002 року у Верхньому храмі була відслужена перша Божественна літургія. 